# Триплатинагольмий
Триплатинагольмий — бинарное неорганическое соединение
платины и гольмия
с формулой HoPt3,
кристаллы.

## Получение
- Сплавление стехиометрических количеств чистых веществ:

{\displaystyle {\mathsf {3Pt+Ho\ {\xrightarrow {1830^{o}C}}\ HoPt_{3}}}}

## Физические свойства
Триплатинагольмий образует кристаллы
кубической сингонии,
пространственная группа P m3m,
параметры ячейки a = 0,4063 нм, Z = 1,
структура типа тримедьзолота AuCu3
.
Соединение конгруэнтно плавится при температуре ≈1830°C.